# Microafra
Microafra (лат.) — род коротконадкрылых жуков трибы Xantholinini из подсемейства Staphylininae. Известно 2 вида, обнаружены в Африке.

## Описание
Мелкие коротконадкрылые жуки, длина тела около 2 мм. Форма тела удлинённая и стройная; коротконогие, блестящие. Голова относительно длинная и узкая. Характеризуется крохотным телом с субпрямоугольной головой и переднеспинкой, очень широкой шеей и плотной пунктировкой головы. Крылья развиты. Тело полностью желтоватое более или менее светлое. Надкрылья с длинными задними щетинками. Максиллярные щупики короткие, с 1-м, 2-м почти равными и короткими члениками, 3-й членик расширен, немного длиннее предыдущего, последний нитевидный, явно уже и короче 3-го; губные щупики с небольшими короткими члениками, 2-й немного длиннее 1-го и последний нитевидный, узкий, немного короче 3-го; жвалы с боковой бороздкой; верхняя губа узкая, двулопастная. Род был впервые выделен в 2016 году итальянским энтомологом Арнальдо Бордони (итал. Arnaldo Bordoni, Museo di Storia Naturale dell’Università di Firenze, Флоренция, Италия).
- Microafra congoana Bordoni, 2016 — Замбия, Конго
- Microafra minutissima (Cameron, 1959) — Ангола, Габон